# Psychotria lorenciana
Psychotria lorenciana är en måreväxtart som beskrevs av Charlotte M. Taylor. Psychotria lorenciana ingår i släktet Psychotria och familjen måreväxter. Inga underarter finns listade i Catalogue of Life.